# 羊毛フェルト
羊毛フェルト（ようもうフェルト、英: wool felt）には2種類の意味があり、もともとの意味は単に素材や工業材料の種類を指す用語で、「羊毛（素材）のフェルト」を意味し、主原料が羊毛で、羊毛のほかに合成繊維や他の動物の毛や植物繊維などを混ぜ合わせてつくったフェルト（織ったり編んだりするのではなく、繊維をからみ合わせて均一な層にした布）。もうひとつの意味は、手芸用語で、羊毛を特殊な針でつつく事で、繊維を絡めながら任意の形に成形すること。後者は行為を示すための名詞として動名詞形で「ニードルフェルティング(Needle Felting)」とも呼ばれる。
本記事では両方について解説する。

## 工業素材の羊毛フェルト
羊毛を主原料としたフェルトはさまざまな用途で使われている。
主な用途は、断熱用の挿入材、音響関連（楽器関連）の挿入材（ピアノの鍵盤と連動して動くハンマーにも使われている）、ガスケット（密封材）、サドル（自転車やオートバイなどの椅子）のクッション材である。
フェルトはシール（密封）用の材料としてはきわめて昔から使用されているが、フェルトは多孔質で、気体や液体を完全にシールすることは不可能なので、通常は0.01MPa程度のきわめて低圧の水・油・潤滑油などをシールするのに使用したり、あるいは運動する軸の給油用や防塵用として使用されている。
工業用素材の羊毛フェルトの特性
- 通常の湿気・日光・気温などの影響をほとんど受けない[1]。
- 水・鉱油・グリースなどで変質を起こさない[1]。（ただしアルカリ溶液には侵される）
- 組織は毛管現象で油を吸い上げる性質をもっているため、油槽などに接触させたり適当な方法で給油を行なえば常に全体に油を含み、円滑な潤滑の助けになる[1]。
- 油を組織内にたくわえる性質に優れ、（一般のシール用フェルトでは）その容積の約78％の油を蓄えるので、給油具としてきわめて優れている[1]。
- フェルトは軸に対して研磨作用をもつ。（フェルトは軸の摩耗の原因となる異物や微粒子を組織内に吸収するが、それらの物体の副次的効果で、磨きがかけられるため）[1]
- 通常の使用温度範囲は－50℃〜＋100℃である[1]。

## 手芸の羊毛フェルト

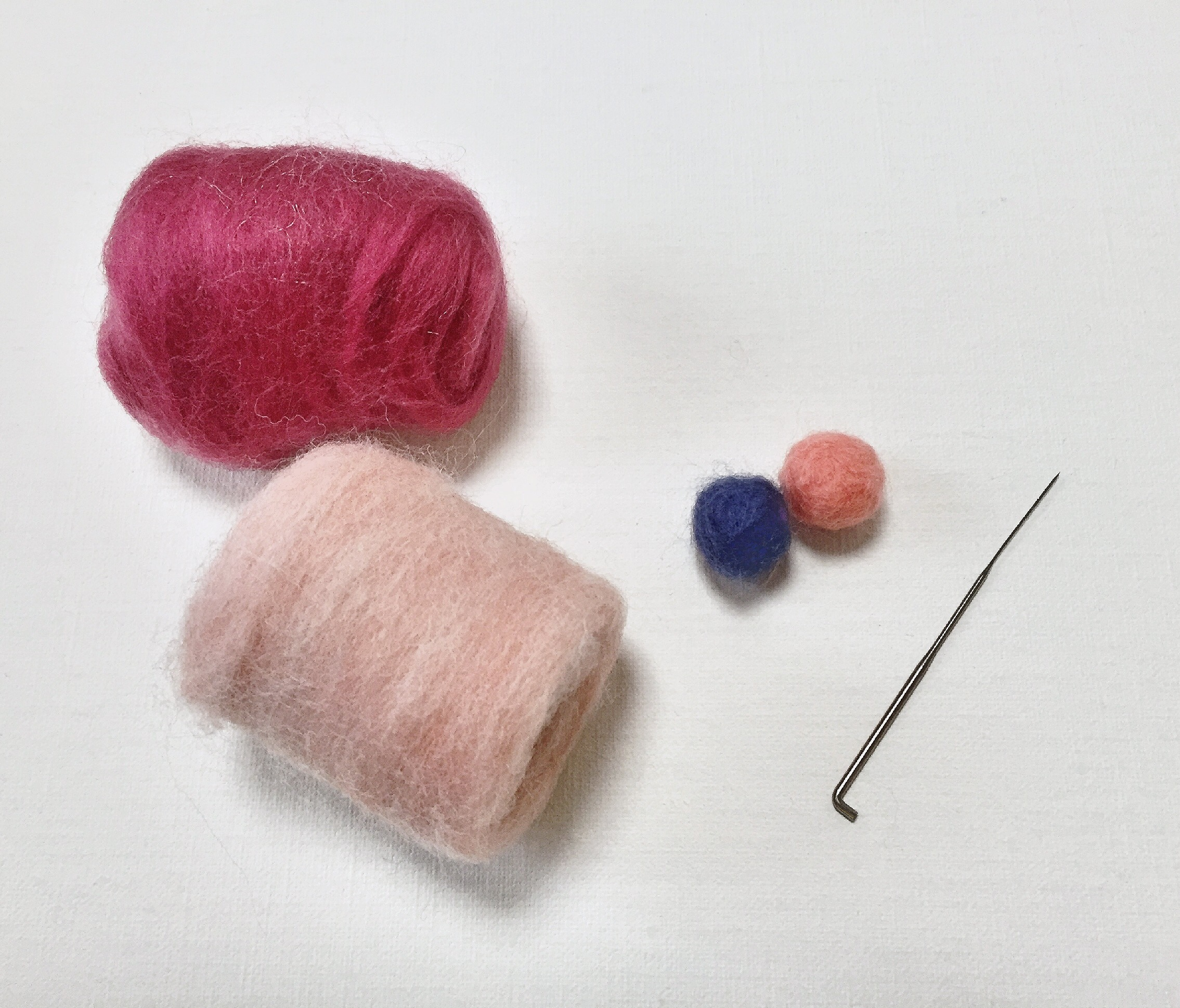
羊毛フェルトとニードル

様々な色の羊毛を自由に組み合わせ、作品を制作する。主に動物や食物、アクセサリーなどを模したマスコットやブローチが作られる。羊愛好家も多く、作り方を解説した出版物も多数発行されている。また、多くの個人ブログでも紹介されている。
羊毛自体はをそのまま束ねたり丸めたりしても繊維が絡まずにほどけてしまうが、フェルティンと呼ばれる先端がささくれている針を差し込む事で、表面の繊維が内側に絡み、フェルト化し固定される。この性質を利用し、様々な作品が作れる。羊毛フェルトを使用したアーティストも存在しており、代表的な人物として、犬や猫、うさぎ等の動物系では中山みどり、立ち人形では鈴木千晶があげられる。

### 種類
手芸で羊毛フェルトというと、ニードル羊毛のことを指すことが多いが、シート羊毛という手法でも作品が制作される。
ニードル羊毛
ニードルという専用の針を使用する。先端に特殊な引っ掛かりがあり、これが羊毛に引っ掛かる事により繊維が絡まりフェルトとなる。ニードルには用途によって様々なタイプのものがあり、オーソドックスな1本針のもの、3本の針が並列しているものの他に、ペンタイプのものもある。平面はもちろん立体でも、自由に様々な形を作る事ができる。
シート羊毛
羊毛を平面上に並べ、石鹸・洗剤等を含ませた水に浸し擦ることで、フェルト収縮の原理で羊毛が固まりシート状のフェルトができる。フェルト収縮（縮絨）とは、羊毛に水分を含ませ刺激を与えると、繊維が互いに絡み合って密着し固まる性質を言い、セーターが収縮するのと同様の原理である。ここでは水がキューティクルを逆立て、石鹸や洗剤のアルカリが羊毛を滑りやすくしている。コースター等の平面作品や、出来たシートを縫い合わせたり重ねたりする作品が多い。

### 形状
スライバー羊毛
最も一般的な羊毛フェルト。繊維が平行に揃って束状にまとめられており、洗毛・コーミングなどの過程でゴミ・油・汚れが除去されている。複数の色の繊維がランダムに組み合わされているタイプのものもある。ベースはもちろん、細かいパーツを作成するのにも向いている。作品を全てこのタイプの羊毛で制作する事も多い。
綿状羊毛
ニードルで刺した際にフェルト化しやすいため、主に作品のベースを作成する際に心材として使用される。
シート状羊毛
あらかじめシート状にプレスし固めてある。工程を省略する為に用いられる事が多い。

### 品種
ランヴィエ
フェルティングニードル用に開発された羊毛。弾力があり絡まりやすい。
ロムニー
少々ごわつきがあるがまとまりやすく、針穴が目立ち難い。強度が高いが荒い仕上がりになりやすい。強度が求められるバッグやポーチなどの作品に用いられる事が多い。
メリノ（メリーノ）
毛が細かく柔らかいが、毛玉が出来やすい。小さい作品の細工に向いている。
シロップシャー
繊維の強度も密度も高い。弾力がある。